# Square Carlo-Sarrabezolles
Le square Carlo-Sarrabezolles est un espace vert du 15e arrondissement de Paris.

## Situation et accès
Le square se trouve entre le boulevard du Général-Martial-Valin au nord (non loin du siège de France télévisions et du pont du Garigliano), la rue Lucien-Bossoutrot au sud (à proximité de l'ancien bassin des carènes), et la rue René-Ravaud à l'ouest.
Il est desservi par la ligne 8 à la station Balard, par la ligne 3a du tramway d'Île-de-France à la station Pont-du-Garigliano, ainsi que par la ligne C du RER à la station Boulevard-Victor.

## Origine du nom
Le square porte le nom du sculpteur français Carlo Sarrabezolles (1888-1971). Son nom antérieur était celui de Victor, du nom du boulevard attenant à l'époque.

## Historique
Le square est créé en 1971.

## Activités
Situé à distance des habitations et des écoles, en contrebas du boulevard, ce square est très peu fréquenté (une zone en est même condamnée).
On y a vu parfois un cirque ambulant. Il n'y a pas de jeux pour enfants, hormis un bac à sable. Quelques reliefs lui donnent un peu de volume.
Deux sculptures l'ornent :
- une statue en bronze L'Espérance de Carlo Sarrabezolles (1932), offerte par la SNECMA ;
- un monument en béton de Félix Joffre à la gloire de l'aviatrice Maryse Bastié.

Il y a aussi une mare écologique.